# Блумер, Амелия
Аме́лия Дженкс Блу́мер (англ. Amelia Jenks Bloomer; 27 мая 1818, Гомер, округ Кортленд штата Нью-Йорк, США — 30 декабря 1894, Каунсил-Блафс, Айова) — американская общественная деятельница, одна из первых суфражисток и основоположниц движения феминизма, борцов за права женщин, писательница, журналистка.

## Биография
Родилась в бедной семье; получив образование, с 17 лет занималась репетиторством, работала гувернанткой.
В 1840 г. вышла замуж за адвоката Декстера Блумера (Dexter Bloomer), который подтолкнул её к мысли писать статьи для своей нью-йоркской газеты «Seneca Falls County Courier».
В 1848 году она возглавила организованное ею женское общество трезвости Ladies Temperance Society и стала участницей первой конференции по правам женщин в Сенека-Фолсе.
В 1849-м году начала пропагандировать свои взгляды в созданном ею собственном издании «The Lily», первой газете для женщин, выходившем раз в две недели (1849—1953). Газета, основным обращением к читателям которой был призыв к воздержанию, со временем стала охватывать все более широкий круг социальных тем — от трезвости и воздержания до прав женщин. Вскоре издание стало популярным и тираж превысил 4 000 экземпляров.
Уже в 1853 году А. Блумер стала известным и пламенным борцом за избирательные права для женщин. Была лидером суфражистких кампаний в Небраске и Айове; с 1871 по 1873 год являлась президентом Ассоциации за избирательные права женщин Айовы (Iowa Woman Suffrage Association).
В её понимании настоящая борьба за права женщин заключалась не только в реализации права избирать президента страны, но и в праве носить удобную одежду. Так, она твердо стояла на том, что каждая женщина вправе носить тот наряд, который ей нравится и является удобным, не спрашивая при этом позволения мужчин.

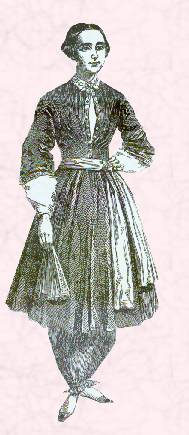
Амелия Блумер в костюме Блумерсы

Вошла в историю благодаря названным в её честь блумерсам. На знаменитой Всемирной промышленной выставке в 1851 году в Лондоне, буквально шокировала публику, собравшуюся послушать её очередную речь. Амелия Блумер, знаменитая американская суфражистка, редактор женского феминистского журнала, альпинистка, ратовавшая за избирательные права женщин, появилась перед собравшимися в короткой и достаточно широкой юбке в сочетании с панталонами, прихваченными на щиколотке резинкой или шнурком. После первого шока общественность немедленно отреагировала на неслыханный по тем временам наряд ядовитыми насмешками. Над новой одеждой — блумерсами, — издевались, и делали это очень многие. Нашлись, однако, и те, кто поддержал смелую Амелию. В её адрес приходили письма от сотен женщин по всей стране, с просьбами больше сообщить о блумерсах и их выкроек, что продемонстрировало озабоченность женщин и желанием покончить с бременем длинных, тяжёлых юбок.

## Память
- Имя Амелии Блумер занесено в Национальный зал славы женщин и в Зал славы женщин штата Айова.
- С 2002 года Американская библиотечная ассоциация публикует ежегодный список проекта Амелии Блумер — недавно изданных книг феминистского содержания, рекомендованных для молодых читателей[7].